# Ragnar Olson
Carl Adolf Olson, detto Ragnar (Kristianstad, 10 agosto 1880 – Bromma, 10 luglio 1955), è stato un cavaliere svedese.

## Palmarès
- Giochi olimpici

Amsterdam 1928: argento nel dressage a squadre, bronzo nel dressage individuale.